# Damat
In lingua turca il termine damat, "sposo" (dal farsi داماد, dāmād) era il titolo ufficiale ottomano attribuito a un uomo che entrava a far parte del Casato sultanale ottomano grazie a un matrimonio. Nella maggior parte dei casi, ciò accadeva quando un uomo sposava una principessa ottomana.
Tra i tanti, si possono ricordare:
- Hersekzade Ahmed Pascià, Gran Visir (1497–98, 1503–06, 1511, 1512–14, 1515–16)
- Çorlulu Damat Ali Pascià, Gran Visir (1706–10)
- Silahdar Damat Ali Pascià, Gran Visir (1713–16)
- Bayram Pascià, Gran Visir (1637–38)
- Kara Davud Pascià, Gran Visir (1622)
- Koca Davud Pascià, Gran Visir (1482–97)
- Ebubekir Pascià, Kapudan Pascià (1732–33, 1750–51)
- Enver Pascià, Ministro della Guerra (1913–18)
- Damat Ferid Pascià, Gran Visir (1919, 1920)
- Damat Halil Pascià, Gran Visir (1616–19, 1626–28)
- Damat Hasan Pascià, Gran Visir (1703–04)
- Yemişçi Hasan Pascià, Gran Visir (1601–03)
- Küçük Hüseyin Pascià, Kapudan Pascià (1792–1803)
- Damat Ibrahim Pascià, Gran Visir (1596, 1596–97, 1599–1601)
- Nevşehirli Damat Ibrahim Pascià, Gran Visir (1718–30)
- Lütfi Pascià, Gran Visir (1539–41)
- İpşiri Mustafa Pascià, Gran Visir (1654–55)
- Kara Mustafa Pascià, governatore dell'Egitto (1623, 1624–26)
- Damat Mehmed Ali Pascià, Gran Visir (1852–53)
- Öküz Mehmed Pascià, Gran Visir (1614–16, 1619)
- Gümülcineli Damat Nasuh Pascià, Gran Visir (1611–14)
- Ahmed Nami Bey, il 5º Primo Ministro della Siria e il 2º Presidente della Siria (1926–28) e docente di Storia e Politica
- Köprülü Numan Pascià, Gran Visir (1710)
- Koca Ragıp Pascià, Gran Visir (1757–63)
- Rüstem Pascià, Gran Visir (1544–53, 1555–61)